# Golden Sun (computerspelserie)
Golden Sun, is een serie van fantasy- en rollenspellen ontwikkeld door Camelot Software Planning en geproduceerd door Nintendo.

## Plot
In deze fantasygames moet een groep helden door middel van magische krachten (psynergy) en elementaire wezens (djinn), proberen om de wereld te redden van verschillende bedreigingen waaronder het vrijkomen van duistere alchemie. In Golden Sun wordt het verhaal door de ogen van Isaac gespeeld, terwijl in het derde deel een afstammeling van Isaac genaamd Matthew de leidende rol overneemt.

## Spellen in de serie
| Jaar | Titel                    | Platform(s)                               |
| ---- | ------------------------ | ----------------------------------------- |
| 2001 | Golden Sun               | Game Boy Advance, Virtual Console (Wii U) |
| 2002 | Golden Sun: The Lost Age | Game Boy Advance, Virtual Console (Wii U) |
| 2010 | Golden Sun: Dark Dawn    | Nintendo DS                               |